# UNDERTALE Soundtrack
『Undertale Soundtrack』（または『UNDERTALE Soundtrack』、アンダーテール サウンドトラックまたはアンダーテイル サウンドトラック）は、2015年にアメリカ合衆国の作曲家トビー・フォックスがリリースした、コンピュータRPG『UNDERTALE』のサウンドトラックアルバム。

## 開発
ゲームのサウンドトラックは、全体的にフォックスがFL Studioによって作曲した。フォックスは独学のミュージシャンであり、ほとんどのトラックが反復されずに作曲されているが、ゲームのメインテーマである「UNDERTALE」は開発中に複数の反復を経た唯一の楽曲である。サウンドトラックは『MOTHER2 ギーグの逆襲』、弾幕系シューティングゲームシリーズの『東方Project』、フォックスが楽曲を一部提供したウェブコミック『Homestuck』などといったスーパーファミコンのロールプレイングゲームの音楽に触発されている。また、フォックスは自身が聴いている全ての音楽、特にビデオゲームの音楽に触発されていると述べている。曲の90％以上は、フォックスによるとゲーム専用に作曲されたものである。サンズとのボス戦に使われる曲「MEGALOVANIA」は、以前にHomestuck内及びフォックスが作成した『MOTHER2 ギーグの逆襲』のROMハックの1つに使用されていた。ゲームの各部分でフォックスはプログラミングの前に音楽を作曲しており、これは「シーンの進め方を決定する」ことに役立っている。当初フォックスは、サウンドトラックを作成する為にマルチトラック・レコーダーを使用しようとしたが、それが難しいことに気づき、最終的には音楽の切れ目を個別に再生して、それらをトラックに接続することにしている。また、ゲームの1周年を祝うために、フォックスは2016年に自身のブログで5つの未使用のトラックをリリースした。ゲームに使われた4曲が、タイトーのグルーヴコースターのSteam版の公式ダウンロードコンテンツとしてリリースされた。

## リリースと評価
『UNDERTALE』の公式サウンドトラックは、ゲームのリリースと同じ2015年にビデオゲームの音楽レーベルMateria Collectiveからリリースされた。さらに、2つの公式カバーアルバム、RichaadEBとAce Watersによる2015年のメタル／エレクトロニックアルバム「Determination」と、Carlos Eiene（別名はinsaneintherainmusic）によるジャズアルバム「Live at Grillby's」がリリースされた。2016年には、サックス奏者の日比野則彦とピアニストのAYAKIによる演奏で、『UNDERTALE』の曲をベースにしたジャズデュエットのアルバム「Prescription for Sleep」がリリースされた。同年、iam8bitが制作し、オリジナルのサウンドトラックから41曲を収録したUndertale Soundtrackの2xLPアナログレコードもリリースされた。David Peacockが編曲し、Augustine Mayuga Gonzalesが演奏した2つの公式ピアノコレクションとデジタルアルバムが、2017年と2018年にMateria Collectiveからリリースされた。サンズをベースにしたMiiファイターのコスチュームが2019年9月に『大乱闘スマッシュブラザーズ SPECIAL』でダウンロード可能となり、3Dモデルとしてキャラクターは公式にデビューとなった。またこのコスチュームは、音楽トラックとしてフォックスによる「MEGALOVANIA」の新しいアレンジが追加された。大乱闘スマッシュブラザーズのディレクターである桜井政博は、サンズはゲームに登場させる人気のリクエストだったと述べている。『UNDERTALE』の音楽はダウンロードコンテンツとして『太鼓の達人 Nintendo Switch ば～じょん！』にも追加された。
『UNDERTALE』のサウンドトラックは、ゲームの成功の一環として、特に様々なトラックで使用されている様々なキャラクターに様々なライトモティーフが使用されていることで、レビュアーから高い評価を受けている。特に、プレイヤーがモンスターを殺さずに進める「本当の平和主義ルート（True Pacifist run）」でアズリエルと戦う時のボステーマである「夢と希望（Hopes and Dreams）」は、主人公のテーマのほとんどを取り戻し、「あなたの旅を締めくくるのに最適な方法だ」とUSgamerのナディア・オックスフォードは語っている。オックスフォードは、このトラックが特にゲームのサウンドトラックで使われている「古い楽曲を全く新しい体験に変えてしまう」というフォックスの能力を示していると述べている。GameSpotのタイラー・ヒックスは、音楽を「ビットベースのメロディー」と比較している。
『UNDERTALE』のサウンドトラックは、様々なスタイルとグループから頻繁に取り上げられた。ゲームの5周年の一環として、フォックスはハチノヨンの支援を受け、日本のオーケストラグループであるMUSICエンジンが演奏する『UNDERTALE』の曲の2019年のコンサートの許可を得て、映像はストリーミング配信された。
トラック「MEGALOVANIA」は、インターネット・ミームとして広く使われている。2022年1月5日、この楽曲はバチカンのパウロ6世記念ホールにて行われた一般謁見中にローマ教皇・フランシスコの前で演奏された。一連の説教が終わった後に設けられる余興の時間でゲストのサーカス団・Rony Roller Circusによるパフォーマンスの最終演目に流され、サックスアレンジされた楽曲をバックに華麗なジャグリングを披露し、ローマ教皇も微笑みをこぼし小さく拍手を送っている。

## 収録曲
| 全作詞・作曲: トビー・フォックス。 | |                    |                    |                               |      |
| #                                  | タイトル | 作詞               | 作曲・編曲         | 備考                          | 時間 |
| 1.                                 | 「むかしむかし…」(Once Upon a Time) | トビー・フォックス | トビー・フォックス |                               | 1:28 |
| 2.                                 | 「スタートメニュー」(Start Menu) | トビー・フォックス | トビー・フォックス |                               | 0:32 |
| 3.                                 | 「キミの親友」(Your Best Friend) | トビー・フォックス | トビー・フォックス |                               | 0:23 |
| 4.                                 | 「おちてきた子」(Fallen Down) | トビー・フォックス | トビー・フォックス |                               | 0:57 |
| 5.                                 | 「いせき」(Ruins) | トビー・フォックス | トビー・フォックス |                               | 1:32 |
| 6.                                 | 「おだやかだワン！♫」(Uwa!! So Temperate♫) | トビー・フォックス | トビー・フォックス |                               | 0:56 |
| 7.                                 | 「緊迫のとき」(Anticipation) | トビー・フォックス | トビー・フォックス |                               | 0:22 |
| 8.                                 | 「重要任務…？」(Unnecessary Tension) | トビー・フォックス | トビー・フォックス |                               | 0:17 |
| 9.                                 | 「ENEMY APPROACHING!」(Enemy Approaching) | トビー・フォックス | トビー・フォックス |                               | 0:56 |
| 10.                                | 「ゴースト・ファイト」(Ghost Fight) | トビー・フォックス | トビー・フォックス |                               | 0:56 |
| 11.                                | 「ケツイ」(Determination) | トビー・フォックス | トビー・フォックス |                               | 0:50 |
| 12.                                | 「ホーム」(Home) | トビー・フォックス | トビー・フォックス |                               | 2:03 |
| 13.                                | 「ホーム（オルゴール）」(Home (Music Box)) | トビー・フォックス | トビー・フォックス |                               | 2:02 |
| 14.                                | 「心の痛み」(Heartache) | トビー・フォックス | トビー・フォックス |                               | 1:48 |
| 15.                                | 「サンズ」(sans.) | トビー・フォックス | トビー・フォックス |                               | 0:50 |
| 16.                                | 「ニャハハ！」(Nyeh Heh Heh!) | トビー・フォックス | トビー・フォックス |                               | 0:32 |
| 17.                                | 「雪景色」(Snowy) | トビー・フォックス | トビー・フォックス |                               | 1:44 |
| 18.                                | 「ホリデーシーズンだワン！♫」(Uwa!! So Holiday♫) | トビー・フォックス | トビー・フォックス |                               | 0:30 |
| 19.                                | 「ドッグベース」(Dogbass) | トビー・フォックス | トビー・フォックス |                               | 0:06 |
| 20.                                | 「謎めいた場所」(Mysterious Place) | トビー・フォックス | トビー・フォックス |                               | 0:44 |
| 21.                                | 「ドッグソング」(Dogsong) | トビー・フォックス | トビー・フォックス |                               | 0:37 |
| 22.                                | 「スノーフルのまち」(Snowdin Town) | トビー・フォックス | トビー・フォックス |                               | 1:16 |
| 23.                                | 「いらっしゃいませ」(Shop) | トビー・フォックス | トビー・フォックス |                               | 0:50 |
| 24.                                | 「Bonetrousle」 | トビー・フォックス | トビー・フォックス |                               | 0:57 |
| 25.                                | 「DATE START!」(Dating Start!) | トビー・フォックス | トビー・フォックス |                               | 1:56 |
| 26.                                | 「DATE DANGER!」(Dating Tense!) | トビー・フォックス | トビー・フォックス |                               | 0:26 |
| 27.                                | 「DATE FIGHT!」(Dating Fight!) | トビー・フォックス | トビー・フォックス |                               | 0:35 |
| 28.                                | 「もしかして…」(Premonition) | トビー・フォックス | トビー・フォックス |                               | 1:01 |
| 29.                                | 「キケンのナゾ」(Danger Mystery) | トビー・フォックス | トビー・フォックス |                               | 0:18 |
| 30.                                | 「アンダイン」(Undyne) | トビー・フォックス | トビー・フォックス |                               | 0:45 |
| 31.                                | 「ウォーターフェル」(Waterfall) | トビー・フォックス | トビー・フォックス |                               | 2:06 |
| 32.                                | 「逃げろ！」(Run!) | トビー・フォックス | トビー・フォックス |                               | 0:26 |
| 33.                                | 「やすらぎの水辺」(Quiet Water) | トビー・フォックス | トビー・フォックス |                               | 0:32 |
| 34.                                | 「思い出」(Memory) | トビー・フォックス | トビー・フォックス |                               | 1:15 |
| 35.                                | 「びっくりするほど近い距離を飛んで渡らせてくれる鳥」(Bird That Carries You Over A Disproportionately Small Gap)                                                          | トビー・フォックス | トビー・フォックス |                               | 0:25 |
| 36.                                | 「怒りのマネキン！」(Dummy!) | トビー・フォックス | トビー・フォックス |                               | 2:25 |
| 37.                                | 「みすぼらしい家」(Pathetic House) | トビー・フォックス | トビー・フォックス |                               | 0:38 |
| 38.                                | 「ブルブルチューン」(Spooktune) | トビー・フォックス | トビー・フォックス |                               | 0:23 |
| 39.                                | 「ブルブルウェーブ」(Spookwave) | トビー・フォックス | トビー・フォックス |                               | 0:25 |
| 40.                                | 「グロすマスソング」(Ghouliday) | トビー・フォックス | トビー・フォックス |                               | 0:12 |
| 41.                                | 「まったり」(Chill) | トビー・フォックス | トビー・フォックス |                               | 0:56 |
| 42.                                | 「サンダースネイル」(Thundersnail) | トビー・フォックス | トビー・フォックス |                               | 0:42 |
| 43.                                | 「手ミーむら！」(Temmie Village) | トビー・フォックス | トビー・フォックス |                               | 0:57 |
| 44.                                | 「手ミーみせ！」(Tem Shop) | トビー・フォックス | トビー・フォックス |                               | 0:45 |
| 45.                                | 「ぬあああああ！」(NGAHHH!!) | トビー・フォックス | トビー・フォックス |                               | 1:22 |
| 46.                                | 「正義の槍」(Spear of Justice) | トビー・フォックス | トビー・フォックス |                               | 1:55 |
| 47.                                | 「Woo」(Ooo) | トビー・フォックス | トビー・フォックス |                               | 0:14 |
| 48.                                | 「アルフィー」(Alphys) | トビー・フォックス | トビー・フォックス |                               | 1:25 |
| 49.                                | 「イッツ・ショータイム！」(It's Showtime!) | トビー・フォックス | トビー・フォックス |                               | 0:46 |
| 50.                                | 「メタル・クラッシャー」(Metal Crusher) | トビー・フォックス | トビー・フォックス |                               | 1:03 |
| 51.                                | 「Another Medium」 | トビー・フォックス | トビー・フォックス |                               | 2:22 |
| 52.                                | 「あついワン！♫」(Uwa!! So HEATS!!♫) | トビー・フォックス | トビー・フォックス |                               | 0:33 |
| 53.                                | 「強敵たち」(Stronger Monsters) | トビー・フォックス | トビー・フォックス |                               | 1:03 |
| 54.                                | 「ホテル」(Hotel) | トビー・フォックス | トビー・フォックス |                               | 1:27 |
| 55.                                | 「枕の上にミントチョコレートも置いていない宿泊施設をホテルと呼んでよいものだろうか」(Can You Really Call This A Hotel, I Didn't Receive A Mint On My Pillow Or Anything) | トビー・フォックス | トビー・フォックス |                               | 1:01 |
| 56.                                | 「告白」(Confession) | トビー・フォックス | トビー・フォックス |                               | 0:42 |
| 57.                                | 「現場から中継です」(Live Report) | トビー・フォックス | トビー・フォックス |                               | 0:17 |
| 58.                                | 「絶体絶命レポート」(Death Report) | トビー・フォックス | トビー・フォックス |                               | 0:47 |
| 59.                                | 「スパイダーダンス」(Spider Dance) | トビー・フォックス | トビー・フォックス |                               | 1:46 |
| 60.                                | 「おかしな敵」(Wrong Enemy !?) | トビー・フォックス | トビー・フォックス |                               | 0:58 |
| 61.                                | 「ああ！運命の人よ！」(Oh! One True Love) | トビー・フォックス | トビー・フォックス |                               | 1:24 |
| 62.                                | 「ああ！とらわれの恋人よ！」(Oh! Dungeon) | トビー・フォックス | トビー・フォックス |                               | 0:32 |
| 63.                                | 「今日もどこかで雨が降る」(It's Raining Somewhere Else) | トビー・フォックス | トビー・フォックス |                               | 2:50 |
| 64.                                | 「コアへの接近」(CORE Approach) | トビー・フォックス | トビー・フォックス |                               | 0:12 |
| 65.                                | 「コア」(CORE) | トビー・フォックス | トビー・フォックス |                               | 2:46 |
| 66.                                | 「最終回！」(Last Episode!) | トビー・フォックス | トビー・フォックス |                               | 0:07 |
| 67.                                | 「なんとッ！」(Oh My...) | トビー・フォックス | トビー・フォックス |                               | 0:14 |
| 68.                                | 「華麗なる死闘」(Death by Glamour) | トビー・フォックス | トビー・フォックス |                               | 2:14 |
| 69.                                | 「愛するファンのみんなへ」(For the Fans) | トビー・フォックス | トビー・フォックス |                               | 1:47 |
| 70.                                | 「長～いエレベーター」(Long Elevator) | トビー・フォックス | トビー・フォックス |                               | 0:20 |
| 71.                                | 「UNDERTALE」(Undertale) | トビー・フォックス | トビー・フォックス | Guitar by Stephanie MacIntire | 6:21 |
| 72.                                | 「サンズとのバトルで流れるかもしれない曲」(Song That Might Play When You Fight Sans)                                                                                     | トビー・フォックス | トビー・フォックス |                               | 1:02 |
| 73.                                | 「決断のとき」(The Choice) | トビー・フォックス | トビー・フォックス |                               | 2:12 |
| 74.                                | 「小さな衝撃」(Small Shock) | トビー・フォックス | トビー・フォックス |                               | 0:14 |
| 75.                                | 「バリア」(Barrier) | トビー・フォックス | トビー・フォックス |                               | 0:31 |
| 76.                                | 「Bergentrückung」 | トビー・フォックス | トビー・フォックス |                               | 0:21 |
| 77.                                | 「アズゴア」(ASGORE) | トビー・フォックス | トビー・フォックス |                               | 2:36 |

| #    | タイトル                                                       | 作詞 | 作曲・編曲 | 時間 |
| ---- | -------------------------------------------------------------- | ---- | ---------- | ---- |
| 78.  | 「バカだね」(You Idiot)                                        |      |            | 0:34 |
| 79.  | 「最高の悪夢」(Your Best Nightmare)                            |      |            | 4:00 |
| 80.  | 「フィナーレ」(Finale)                                         |      |            | 1:52 |
| 81.  | 「ひとつのエンディング」(An Ending)                            |      |            | 3:28 |
| 82.  | 「彼女がピアノを弾いている」(She's Playing Piano)              |      |            | 0:18 |
| 83.  | 「真実」(Here We Are)                                          |      |            | 2:06 |
| 84.  | 「アマルガム」(Amalgam)                                        |      |            | 1:20 |
| 85.  | 「おちてきた子（リプライズ）」(Fallen Down (Reprise))          |      |            | 2:30 |
| 86.  | 「あきらめないで」(Don't Give Up)                              |      |            | 2:02 |
| 87.  | 「夢と希望」(Hopes and Dreams)                                 |      |            | 3:01 |
| 88.  | 「燃え尽きろ！」(Burn in Despair!)                             |      |            | 0:21 |
| 89.  | 「SAVE the World」                                             |      |            | 1:53 |
| 90.  | 「彼のテーマ」(His Theme)                                      |      |            | 2:05 |
| 91.  | 「最後の力」(Final Power)                                      |      |            | 0:18 |
| 92.  | 「再会」(Reunited)                                             |      |            | 4:44 |
| 93.  | 「スタートメニュー（Full Ver.）」(Menu (Full))                 |      |            | 0:32 |
| 94.  | 「自由」(Respite)                                              |      |            | 1:54 |
| 95.  | 「全員、集合！」(Bring It In, Guys!)                           |      |            | 4:12 |
| 96.  | 「これでホントにサヨナラ」(Last Goodbye)                       |      |            | 2:15 |
| 97.  | 「BUT THE EARTH REFUSED TO DIE」(But the Earth Refused to Die) |      |            | 0:34 |
| 98.  | 「本物のヒーローとの戦い」(Battle Against a True Hero)         |      |            | 2:36 |
| 99.  | 「"NEO"の力」(Power of "NEO")                                  |      |            | 0:30 |
| 100. | 「MEGALOVANIA」                                                |      |            | 2:36 |
| 101. | 「おやすみなさい」(Good Night)                                 |      |            | 0:31 |

## チャート成績
| チャート成績 (2016年)                                   | 順位 |
| ------------------------------------------------------- | ---- |
| UK Independent Album Breakers (Official Charts Company) | 19位 |
| UK Soundtrack Albums (Official Charts Company)          | 25位 |
| US Independent Albums (ビルボード)                      | 21位 |
| US Soundtrack Albums (ビルボード)                       | 5位  |